# 新和镇 (崇左市)
新和镇，是中华人民共和国广西壮族自治区崇左市江州区下辖的一个乡镇级行政单位。

## 行政区划
新和镇下辖以下地区：
新和社区、那颜村、新村、卜花村、庆合村、通康村、作字村、兰山村和岜岩村。